# Platostoma helenae
Platostoma helenae là một loài thực vật có hoa trong họ Hoa môi. Loài này được Buscal. & Muschl. miêu tả khoa học đầu tiên năm 1913 dưới danh pháp Geniosporum helenae.
Loài này là bản địa Mozambique.